# Käptn Knaller
Käptn Knaller war ein deutscher Comic des spanischen Zeichners Jaime Mainou (1930–2006) und wurde von 1969 bis 1973 publiziert. 1973 erschien auch eine Hörspielfassung. 

## Geschichte
Erfinder Käptn Knallers war Jaime Mainou, der für belgische und deutsche Comicserien tätig war. Käptn Knaller erschien in Felix, Felix Extra, Wastl und Klasse. Die Serie spielt in den 1860er Jahren zur Regierungszeit Königin Victorias; offenbar ist Knaller britischer Staatsbürger.  Mit seinem Schoner Donnerwolke reist er über die Ozeane und erlebt dabei zahlreiche Abenteuer. Außer ihm selbst besteht die Besatzung der Donnerwolke aus dem dicken schwarzen Schiffskoch Quimbo, dem Schiffsjungen Pitter und dem zahmen Kormoran Archibald.  
Insgesamt erschienen rund 55 Folgen im Vierfarbdruck. Die vollständige Ausgabe erschien, soweit bekannt, in den Wastl-Bänden 116 bis 173.

## Hörspiel
1973 erschienen im Europa-Label mindestens drei Hörspiele:
1. Ein Göttersohn geht in die Luft
2. Als Knaller auf Kriegspfad  ging
3. Knaller macht das große Rennen.
Die Erzählstimme lieh Hans Paetsch. 

## Überlieferung
Soweit bekannt, erschien bislang (Stand 2020) kein Reprint der Serie.